# Pubblicazioni e spettacoli osceni
 La fattispecie di pubblicazioni e spettacoli osceni è un delitto previsto e punito dall'art. 528 del codice penale.

## Disciplina
In base all'art. 528 c.p., chiunque, allo scopo di farne commercio o distribuzione ovvero di esporli pubblicamente, fabbrica, introduce nel territorio dello Stato, acquista, detiene, esporta, ovvero mette in circolazione scritti, disegni, immagini od altri atti osceni di qualsiasi specie, è soggetto alla sanzione amministrativa pecuniaria da euro 10.000 a euro 50.000.
Mentre chi fa commercio, anche se clandestino, degli oggetti indicati nella paragrafo precedente, ovvero li distribuisce o espone pubblicamente è punito con la reclusione da tre mesi a tre anni e con la multa non inferiore a euro 103.
Tale pena si applica inoltre a chi:
1. adopera qualsiasi mezzo di pubblicità atto a favorire la circolazione o il commercio degli oggetti indicati nella prima parte di questo articolo;
2. dà pubblici spettacoli teatrali o cinematografici, ovvero audizioni o recitazioni pubbliche, che abbiano carattere di oscenità.

Nel caso preveduto dal n. 2, la pena è aumentata se il fatto è commesso nonostante il divieto dell'Autorità.
All'art. 529 c.p. il legislatore provvede poi a precisare la nozione di atti e oggetti osceni, intendosi tali, agli effetti della legge penale, gli atti e gli oggetti, che, secondo il comune sentimento, offendono il pudore. Non si considera oscena l'opera d'arte o l'opera di scienza, salvo, che, per motivo diverso da quello di studio, sia offerta in vendita, venduta o comunque procurata a persona minore degli anni diciotto.

## Altre norme incriminatrici
L'art. 725 c.p. prevede e punisce il reato di commercio di scritti, disegni o altri oggetti contrari alla pubblica decenza:
Si tratta di una contravvenzione di polizia.

## Previsioni extracodicistiche

### La legge n. 355 del 1975
La legge 17 luglio 1975, n. 355., articolo unico, contempla poi l'ipotesi di esclusione dei rivenditori professionali della stampa periodica e dei librai dalla responsabilità derivante dagli articoli 528 e 725 del codice penale e dagli articoli 14 e 15 della legge 8 febbraio 1948, n. 47. 
Nonostante un'interpretazione letterale della legge possa portare a pensare che nel paese sia vietata la diffusione di opere pornografiche, o che tutto dipenda dell'interpretazione soggettiva di "osceno" data dai giudici, di fatto al giorno d'oggi la sua applicazione si rivela tollerante, situazione simile a quella di altri stati europei con legislazioni analoghe. Durante gli anni ottanta avvenivano comunque ancora saltuari sequestri di materiale in base a queste norme. Invero dagli anni '90 la Giurisprudenza, sia di legittimità che di merito ha individuato il bene giuridico protetto dagli artt. 527 e 528 del Codice Penale nell'interesse del singolo a non essere posto a contatto contro la propria volontà con rappresentazioni o materiale idoneo a turbarlo in relazione alla sfera sessuale.
Corollario logico -giuridico è non tanto la punibilità di per sé delle condotte prevedute ex art. 528 Codice Penale, ma piuttosto che le pubblicazioni o gli spettacoli osceni siano offerti a chi non li approva né li desidera. Ne consegue che il Reato non è integrato allorché lo spettatore, maggiorenne, conosca il contenuto di quanto gli viene offerto, lo accetti, non lo consideri offensivo e desideri prenderne conoscenza. Tale interpretazione ha sostanzialmente sanzionato la non punibilità allorché gli spettacoli siano offerti in locali specializzati in un particolare genere ad un pubblico che ne conosce ed accetta i contenuti. Analogamente si è ritenuta non punibile la vendita (od il noleggio) di riviste od audiovisivi a maggiorenni, consci del contenuto dell'opera, qualora la stessa avvenga in forma riservata senza esposizione a minorenni ovvero a persone non interessate.
La legge 17 luglio 1975, n. 355, considera non punibili i fatti di cui agli artt. 528 e 725 c.p. e dagli art. 14 e 15 della legge 8 febbraio 1948, n. 47, quando sono commessi da titolari o addetti alla vendita di giornali, riviste, libri o pubblicazioni non periodiche, purché non siano esposte parti palesemente oscene e visibili delle pubblicazioni e non siano vendute ai minori di 16 anni. La stessa esenzione dalla pena si applica agli editori.

### La legge n. 223 del 1990
Per quello che riguarda la trasmissione televisiva, in Italia è vietato trasmettere in chiaro via etere contenuti vietati ai minori di anni 18 (tra cui ovviamente rientrano i film e gli spettacoli pornografici), mentre quelli vietati ai minori di anni 14 o comunque contenenti scene di sesso particolarmente forti, possono essere trasmessi solo in seconda serata. Vengono in rilievo alcune disposizioni di cui all'art. 15 della legge 6 agosto 1990, n. 223, recante la disciplina del sistema radiotelevisivo pubblico e privato:
- comma 10: è vietata la trasmissione di programmi che possano nuocere allo sviluppo psichico o morale dei minori, che contengano scene di violenza gratuita o pornografiche, che inducano ad atteggiamenti di intolleranza basati su differenze di razza, sesso, religione o nazionalità;
- comma 11: è comunque vietata la trasmissione di film ai quali sia stato negato il nulla osta per la proiezione o la rappresentazione in pubblico oppure siano stati vietati ai minori di anni diciotto;
- comma 13: i film vietati ai minori di anni quattordici non possono essere trasmessi né integralmente né parzialmente prima delle ore 22.30 e dopo le ore 7.

### La legge n. 203 del 1995
La legge 30 maggio 1995, n. 203, in tema di riordino delle funzioni in materia di turismo, spettacolo e sport, dispone (art. 3, co. 4):
È da notare che alcuni film erotici dotati di trama sono a volte distribuiti in due versioni, una integrale vietata ai minori di 18 anni e una rimontata senza le scene di sesso esplicito vietata ai minori di 14 anni, per permettere l'eventuale trasmissione di quest'ultima nei palinsesti serali/notturni delle reti televisive in chiaro (di fatto quasi esclusivamente nelle emittenti locali).